# علم موناكو

علم إمارة موناكو

يتكون العلم الوطني لإمارة موناكو من شريطين أفقين متساويين، اللون الأحمر في الأعلى والأبيض في الأسفل، وكلاهما مستمدان من الدرع الشعاري لسلالة غريمالدي [الإنجليزية] منذ عام 1339 على الأقل. اعتمد التصميم ثنائي اللون الحالي في 4 أبريل 1881 في عهد الأمير شارل الثالث [الإنجليزية].

## أعلام مشابهة

علم إندونيسيا
علم سنغافورة
علم بولندا
علم غرينلاند
علم جبل طارق